# 安东·罗普
安东·罗普（1960年12月27日—）斯洛文尼亚自由民主党（Liberalna Demokracija Slovenije）政治家。2002年—2004年任第四任斯洛文尼亚总理。2007年3月20日，他退出自由民主党，加入了社会民主党。现任欧洲投资银行副总裁。 

## 生平
罗普出生在卢布尔雅那。1984年毕业于卢布尔雅那大学经济系，1991年获得经济硕士学位，论文名《国家支出和经济增长》。从1985年到1992年他担任斯洛文尼亚宏观经济分析和发展研究所主任助理，他还领导工作小组，提出对经济基础设施的财政信息和投资项目和斯洛文尼亚的发展的解决问题。他写了许多投资、市场和住房的文章。1992年他作为学院院长助理、政府顾问，起草私有化的立法草案。
1993年，他被任命为经济关系和发展部国务秘书，负责私有化和区域发展事务。1996年至2000年任劳动、家庭和社会事务部部长。2000年年底国民议会选举后，他被任命为财政部长，担任到2002年12月19日被任命为总理，任内与同为自由民主党的总统亚内兹·德尔诺夫舍克发生冲突。2004年10月选举中他的政府失去多数，被迫辞职。
2007年3月，他加入了社会民主党。他的国民议会议员任到2010年8月，现任欧洲投资银行副总裁。